# Senior League World Series 2013
Die Senior League World Series 2013 war die 53. Austragung der Senior League Baseball World Series, einem internationalen Baseballturnier für Knaben zwischen 13 und 16 Jahren. Gespielt wurde in Bangor, Maine.

## Teilnehmer
Die zehn Mannschaften bildeten eine Gruppe aus sechs Mannschaften aus den Vereinigten Staaten und eine Gruppe aus vier internationalen Mannschaften.
| Vereinigte Staaten                      | International                                 |
| --------------------------------------- | --------------------------------------------- |
| Bangor, Maine Gastgeber                 | Makati City, Philippinen Region Asien-Pazifik |
| Kennett Square, Pennsylvania Region Ost | Emilia, Italien Region Europa und Afrika      |
| Martinez, Georgia Region Südost         | Cape Breton, Nova Scotia Region Kanada        |
| Laredo, Texas Region Südwest            | Chitré, Panama Region Lateinamerika           |
| Pearl City, Hawaii Region West          |                                               |
| Chicago, Illinois Region Zentral        |                                               |

## Ergebnisse
Die Teams wurden in zwei Gruppen eingeteilt. Jeder spielte gegen Jeden in seiner Gruppe, die beiden Ersten spielten gegeneinander den Finalplatz aus.

### Vorrunde

#### Gruppe A
| Platz | Region        | W | L | %     |
| ----- | ------------- | - | - | ----- |
| 1.    | West          | 4 | 0 | 1.000 |
| 2.    | Südost        | 3 | 1 | 0.750 |
| 3.    | Gastgeber     | 2 | 2 | 0.500 |
| 4.    | Asien-Pazifik | 1 | 3 | 0.250 |
| 5.    | Kanada        | 0 | 4 | 0.000 |

| Datum      | Zeit  | Stadion           | Begegnung     | Begegnung | Begegnung     | Ergebnis |
| ---------- | ----- | ----------------- | ------------- | --------- | ------------- | -------- |
| 11. August | 12:00 | Mansfield Stadium | Kanada        | –         | Gastgeber     | 1:8      |
| 11. August | 20:00 | Mansfield Stadium | Südost        | –         | West          | 0:1      |
| 12. August | 13:00 | Mansfield Stadium | West          | –         | Kanada        | 11:1     |
| 12. August | 17:00 | Mansfield Stadium | Gastgeber     | –         | Asien-Pazifik | 3:1      |
| 13. August | 10:00 | Mansfield Stadium | Kanada        | –         | Südost        | 0:10     |
| 13. August | 20:00 | Mansfield Stadium | West          | –         | Asien-Pazifik | 11:0     |
| 14. August | 13:00 | Mansfield Stadium | Asien-Pazifik | –         | Kanada        | 15:1     |
| 14. August | 17:00 | Mansfield Stadium | Südost        | –         | Gastgeber     | 4:2      |
| 15. August | 10:00 | Mansfield Stadium | Asien-Pazifik | –         | Südost        | 1:2      |
| 15. August | 17:00 | Mansfield Stadium | Gastgeber     | –         | West          | 1:11     |

#### Gruppe B
| Platz | Region            | W | L | %     |
| ----- | ----------------- | - | - | ----- |
| 1.    | Lateinamerika     | 4 | 0 | 1.000 |
| 2.    | Ost               | 3 | 1 | 0.750 |
| 3.    | Südwest           | 2 | 2 | 0.500 |
| 4.    | Europa und Afrika | 1 | 3 | 0.250 |
| 5.    | Zentral           | 0 | 4 | 0.000 |

| Datum      | Zeit  | Stadion           | Begegnung         | Begegnung | Begegnung         | Ergebnis |
| ---------- | ----- | ----------------- | ----------------- | --------- | ----------------- | -------- |
| 11. August | 14:30 | Mansfield Stadium | Zentral           | –         | Lateinamerika     | 0:6      |
| 11. August | 17:30 | Mansfield Stadium | Ost               | –         | Südwest           | 4:2      |
| 12. August | 10:00 | Mansfield Stadium | Europa und Afrika | –         | Ost               | 1:11     |
| 12. August | 20:00 | Mansfield Stadium | Zentral           | –         | Südwest           | 2:12     |
| 13. August | 13:00 | Mansfield Stadium | Lateinamerika     | –         | Europa und Afrika | 3:0      |
| 13. August | 17:00 | Mansfield Stadium | Ost               | –         | Zentral           | 9:4      |
| 14. August | 10:00 | Mansfield Stadium | Südwest           | –         | Europa und Afrika | 5:3      |
| 14. August | 20:00 | Mansfield Stadium | Lateinamerika     | –         | Ost               | 5:3      |
| 15. August | 13:00 | Mansfield Stadium | Europa und Afrika | –         | Zentral           | 8:4      |
| 15. August | 20:00 | Mansfield Stadium | Südwest           | –         | Lateinamerika     | 1:2      |

### Finalrunde
|  | Halbfinale       | Halbfinale |        |                  | Weltmeisterschaft | Weltmeisterschaft |
|  |                  |            |        |                  |                   |                   |
|  | 16. August       |            |        |                  |                   |                   |
|  | A1 West          | 3          |        |                  |                   |                   |
|  | B2 Ost           | 9          |        |                  | 17. August        | 17. August        |
|  |                  |            | B2 Ost | 1                |                   |                   |
|  | 16. August       | 16. August |        | B1 Lateinamerika | 2                 |                   |
|  | B1 Lateinamerika | 5          |        |                  |                   |                   |
|  | A2 Südost        | 4          |        |                  |                   |                   |
|  |                  |            |        |                  |                   |                   |

## Weblink
- Offizielle Webseite der Senior League World Series